# St. Regis Falls
St. Regis Falls – jednostka osadnicza w Stanach Zjednoczonych, w stanie Nowy Jork, w hrabstwie Franklin.